# Хилков, Яков Васильевич
Князь Яков Васильевич Хилков (ум. 1691) — стольник, воевода и окольничий во времена правления Алексея Михайловича и Фёдора Алексеевича.
Из княжеского рода Хилковы. Единственный сын князя Василия Ивановича Хилкова.

## Биография
В 1658—1676 годах в Боярской книге показан в стольниках. В мае 1660 года четвёртый стольник для становления яств перед грузинским царевичем Николаем Давыдовичем при государевом приёме в Грановитой палате. В январе 1662 года послан от царя в Севск к боярину и князю Григорию Семёновичу Куракину с милостивым словом. В июне 1662 года, на следующий день крестин царевича Петра I Алексеевича, смотрел в кривой государев стол при торжественном обеде в Грановитой палате. В 1675 году воевода в Киеве.
При царе Фёдоре Алексеевиче упоминается в окольничих, но когда пожалован не известно. Упомянут в данной должности в Боярской книге в 1682—1686 годах.
Умер 13 мая 1691 года.

## Семья
Женат на Анне Илларионовне Лопухиной, от брака с которой имел детей:
- Князь Хилков Юрий Яковлевич (1661—1729) — комнатный стольник Ивана V и Петра I Алексеевичей, генерал-майор..
- Князь Хилков Михаил Яковлевич — в 1703 году комнатный стольник Ивана V и Петра I Алексеевичей, женат на Марии Петровне Матюшкиной.
- Князь Хилков Андрей Яковлевич — известный политический деятель во времена Петра I Алексеевича.